# Phrurotimpus illudens
Espèce
Phrurotimpus illudens est une espèce d'araignées aranéomorphes de la famille des Phrurolithidae.

## Distribution
Cette espèce est endémique de Géorgie aux États-Unis,.  Elle se rencontre vers Lyons.

## Description
Le mâle holotype mesure 2,50 mm et la femelle paratype 3,50 mm.

## Publication originale
- Gertsch, 1941 : New American spiders of the family Clubionidae. I. American Museum novitates, no 1147, p. 1-20 (texte intégral).